# Mortada
 Denne artikel bør gennemlæses af en person med fagkendskab for at sikre den faglige korrekthed.

Mortada er et irakisk navn, der stammer fra byen Karbala, som ligger syd for Bagdad. Navnet kendes fra det romerske rige, hvor Kong Farows bror og efterfølger hed Mortada. 
| Fornavne | Spire Denne artikel om et fornavn er en spire som bør udbygges. Du er velkommen til at hjælpe Wikipedia ved at udvide den. |